# Calpurnia Pisonis
Calpurnia Pisonis (77 v.Chr.) was de dochter van Lucius Calpurnius Piso Caesoninus, die consul was in 58 v.Chr. en de laatste vrouw van Gaius Julius Caesar, met wie zij in 59 v.Chr. op achttienjarige leeftijd trouwde.

## Huwelijk
Calpurnia schijnt zich niet bemoeid te hebben met de politiek en in stilte de vernedering hebben verdragen van het huwelijk met een dochter van Marcus Antonius dat Caesar overwoog in 53 v.Chr. en van de gunsten die haar echtgenoot aan Cleopatra VII verleende, toen deze in 46 v.Chr. naar Rome kwam. De geruchten die de ronde deden over een samenzwering tegen het leven van Caesar deden Calpurnia het ergste vrezen. Zij werd erdoor achtervolgd in haar dromen en smeekte haar echtgenoot - tevergeefs - om thuis te blijven op de fatale Iden van maart 44 v.Chr. Na de dood van haar echtgenoot zou ze diens papieren samen met een groot som geld afstaan aan Marcus Antonius. Ze zou niet hertrouwen.

## In populaire cultuur
In het toneelstuk "Julius Caesar" van Shakespeare heeft Calpurnia een droom dat uit een standbeeld van Caesar bloed vloeide terwijl vele Romeinen hun handen in het bloed wassen.

## Voetnoten
1. ↑  Suet., Caes. 21; Plut., Caes. 14, Pomp. 47, Cat. min. 33; Appian., Bell. Civ. II 14; Caes., Bell. Gall. I 12.
2. ↑  Appian., Bell. Civ. II 115; Cass. Dio, XLIV 17; Vell. Pat., II 57; Suet., Caes. 81; Plut., Caes. 63.
3. ↑  Shakespeare, Julius Caesar II.ii.85-86.

## Antieke bronnen
- Appian., Bell. Civ. II 14, 115.
- Caes., Bell. Gall. I 12.
- Cass. Dio, XLIV 17.
- Plut., Caes. 14, 63, Pomp. 47, Cat. min. 33.
- Suet., Caes. 21, 81.
- Vell. Pat., II 57.